# Adriana Díaz
Adriana Yamila Díaz González (Utuado, Porto Rico, 31 de outubro do 2000) é uma jogadora portoriquenha de tênis de mesa. Díaz participou nos Jogos Olímpicos de Verão de 2016 aos 15 anos de idade conseguindo ser a primeira jogadora portoriquenha de tênis de mesa em participar nos Jogos Olímpicos. Díaz é patrocinada pela Butterfly e Adidas.
Em março de 2022, obteve seu melhor ranking em simples, o posto de nº 9 do mundo.

## Prêmios e nomeações
Díaz foi nomeada em uma ocasião aos Prêmios Juventude.
| Ano  | Trabalho nomeado | Categoria       | Resultado | Ref.  |
| ---- | ---------------- | --------------- | --------- | ----- |
| 2016 | Desporto         | A Nova Promessa | Ganhadora | [ 3 ] |